# Потапово (Парфеньевский район)
Пота́пово — деревня в Парфеньевском районе Костромской области России. До 2021 года входила в состав Матвеевского сельского поселения.

## География
Деревня расположена на берегу реки Вочема (приток Вохтомы); на автодороге Савино — Матвеево, между Матвеево и Городище.
Ближайшие населённые пункты: Городище — 2 км, Матвеево — 3 км.
Расстояние до:
- районного центра: Парфеньево: (20 км)
- областного центра: Кострома (177 км)
- аэропорта: Сокеркино (174 км)

## Население
| 2008 | 2010 | 2014 |
| ---- | ---- | ---- |
| 1    | ↘0   | ↗1   |